# Асылбеков, Ошакбай Асылбекович
Ошакбай Асылбекович Асылбеков — советский хозяйственный, государственный и политический деятель.

## Биография
Родился в 1929 году. Член КПСС.
С 1952 года — на хозяйственной, общественной и политической работе. В 1952—1990 гг. — сотрудник газеты, заместитель директора профтехучилища, 1-й заместитель председателя исполкома города Джезказгана, начальник ПМК № 5 треста «Казмедьстрой», секретарь парткома треста «Казмедьстрой», 1-й секретарем Джезказганского горкома КП Казахстана.
Делегат XXV съезда КПСС.
Умер в Жезказгане в 2004 году.